# Monaster św. Olgi w Wołgowierchowiu
Monaster św. Olgi – żeński klasztor prawosławny w Wołgowierchowiu w obwodzie twerskim, podlegający eparchii twerskiej.
W 1649 car Aleksy I Romanow założył nad Wołgą męską pustelnię Przemienienia Pańskiego, filię Pustelni Niłowo-Stołobieńskiej. Na potrzeby mnichów wzniesiono drewnianą cerkiew Przemienienia Pańskiego. Klasztor istniał jednak tylko do końca XVII w. W 1724 całość zabudowań monasterskich została zniszczona przez pożar, przez co nie został zrealizowany ukaz Piotra I, nakazujący ponownie zorganizować wspólnotę monastyczną.
Dopiero w końcu XIX w. wznowiono starania o reaktywację klasztoru; inicjatorami byli arcybiskup twerski i kaszyński Dymitr oraz gubernator twerski Nikołaj Golicyn. W rezultacie w 1909 na miejscu dawnego klasztoru męskiego został założony monaster żeński, którego patronką została św. Olga Kijowska. Inicjatorami jej powstania byli arcybiskup twerski i kaszyński Dymitr oraz gubernator twerski Golicyn. Główną świątynią nowej wspólnoty został sobór Przemienienia Pańskiego, wzorowany na moskiewskiej cerkwi Wasyla Błogosławionego i poświęcony 29 maja 1912. Monaster został formalnie zamknięty w 1918, lecz działał do 1924, kiedy władze bolszewickie skonfiskowały cały jego majątek i zamknęły cerkwie klasztorne. Zostały one następnie zdewastowane. Prace konserwatorskie podjęto dopiero w latach 70. XX wieku. Zniszczony kompleks budynków Rosyjski Kościół Prawosławny odzyskał po upadku ZSRR. W 1999 patriarcha moskiewski i całej Rusi Aleksy II razem ze Świętym Synodem zdecydował o ponownym otwarciu klasztoru na wniosek arcybiskupa twerskiego i kaszyńskiego Wiktora (Olejnika). Jego pierwszą przełożoną została mniszka Anastazja (Zibert). 
Monaster nie posiada stałego kapelana, co uniemożliwia regularne odprawianie Świętej Liturgii. Trwa remont zabudowań zdewastowanych w czasach radzieckich oraz cerkwi św. Mikołaja. W 2008 w klasztorze przebywała przełożona oraz 1 riasoforna posłusznica.

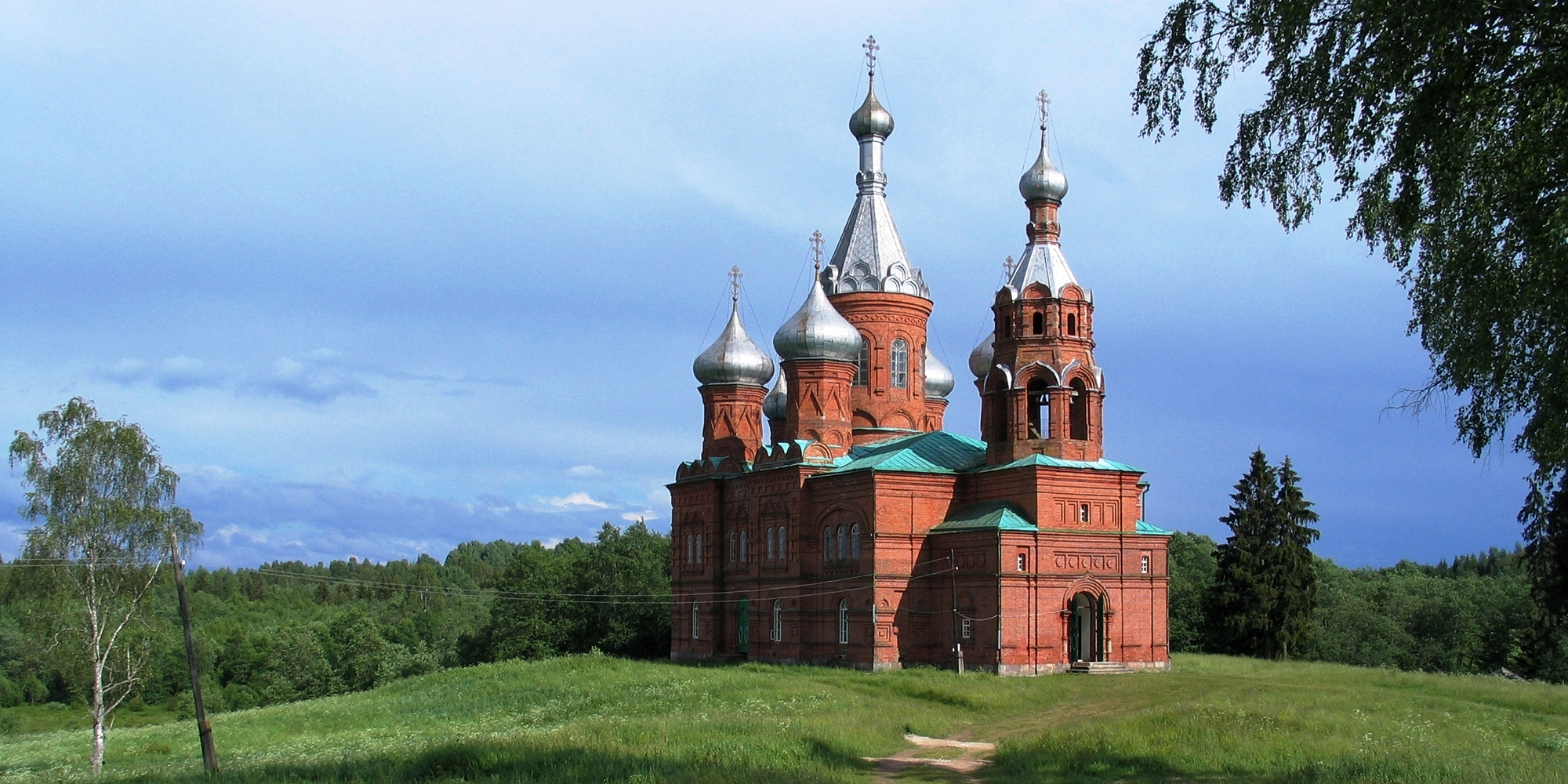
Sobór Przemienienia Pańskiego (2010)